# Rocco Hunt

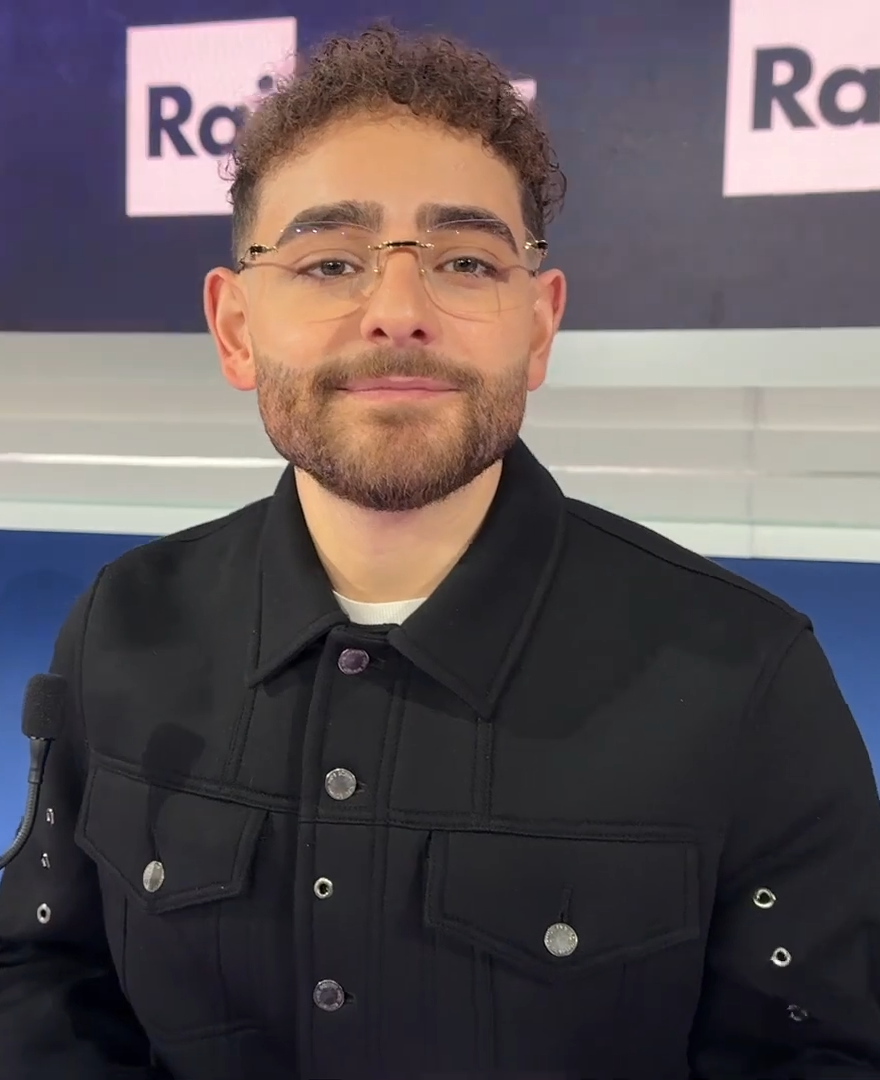
Rocco Hunt (2025)

Rocco Hunt (* 21. November 1994 in Salerno als Rocco Pagliarulo), auch bekannt als Hunt MC, ist ein italienischer Rapper. Größere Bekanntheit erlangte er, als er das Sanremo-Festival 2014 in der Newcomer-Kategorie gewann.

## Werdegang
Pagliarulo stammt aus dem Viertel Pastena in Salerno und begann schon in jungen Jahren mit Hip-Hop und Freestyle-Rap. 2010 veröffentlichte er als Rocco Hunt sein erstes Mixtape ’A music è speranz. Es folgte 2011 das Mixtape Spiraglio di periferia, das u. a. auch eine Zusammenarbeit mit Clementino enthielt. 2013 konnte der Rapper einen Plattenvertrag mit dem Major-Label Sony Music abschließen und veröffentlichte dort sein erstes Album Poeta urbano.
Im Jahr 2014 nahm Hunt am Sanremo-Festival 2014 in der Newcomer-Kategorie teil und konnte mit Nu juorno buono den Sieg erlangen. Anschließend veröffentlichte er das zweite Album ’A verità, das sofort Platz eins der italienischen Albumcharts erreichte. Nach weiteren Singleauskopplungen nahm Hunt am Coca-Cola Summer Festival teil. Im November erschien eine Neuauflage des Albums unter dem Titel ’A verità 2.0. Ende des Jahres gab er zudem zusammen mit Federico Vacalebre das autobiographische Buch Il sole tra i palazzi bei Mondadori heraus.
Ende 2015 kündigte Hunt mit der Veröffentlichung der Single Vene e vvà sein drittes Studioalbum an, das unter dem Titel SignorHunt am 23. Oktober des Jahres erschien. Beim Sanremo-Festival 2016 trat Hunt erstmals in der Hauptkategorie an und erreichte mit Wake Up den neunten Platz. Im Anschluss erschien die Signor Hunt – Wake Up Edition. In den folgenden Jahren veröffentlichte der Rapper mehrere Singles, darunter auch 2019 den Fußballsong Benvenuti in Italy zur U21-Europameisterschaft in Italien. Ein großer Erfolg war in diesem Jahr auch das Lied Ti volevo dedicare in Zusammenarbeit mit J-Ax und Boomdabash, das nur knapp die Spitze der Singlecharts verfehlte. Die Lieder waren auf dem Album Libertà enthalten.
Im Jahr 2020 gelang Rocco Hunt mit dem Sommerhit A un passo dalla luna zusammen mit Ana Mena das zweiterfolgreichste Lied des Jahres in Italien. Dies gab den Anstoß für eine Sommerhit-Serie, die durch Un bacio all’improvviso (2021, wieder mit Ana Mena) und Caramello (2022, mit Elettra Lamborghini & Lola Índigo) fortgesetzt wurde. Neben diesen Single-Erfolgen veröffentlichte der Rapper 2021 auch das Album Rivoluzione.

## Diskografie

### Alben
| Jahr | Titel Musiklabel                               | Höchstplatzierung, Gesamtwochen, AuszeichnungChartplatzierungen (Jahr, Titel, Musiklabel, Platzierungen, Wochen, Auszeichnungen, Anmerkungen) | Höchstplatzierung, Gesamtwochen, AuszeichnungChartplatzierungen (Jahr, Titel, Musiklabel, Platzierungen, Wochen, Auszeichnungen, Anmerkungen) | Anmerkungen                                                | [↑]: gemeinsam behandelt mit vorhergehendem Eintrag; [←]: in beiden Charts platziert |
| Jahr | Titel Musiklabel                               | IT | CH | Anmerkungen                                                |                                                                                      |
| ---- | ---------------------------------------------- | --- | --- | ---------------------------------------------------------- | ------------------------------------------------------------------------------------ |
| 2013 | Poeta urbano Sony Music                        | IT5 (4 Wo.)IT | — | Erstveröffentlichung: 25. Juni 2013                        |                                                                                      |
| 2014 | ’A verità Sony Music                           | IT1 Platin · (43 Wo.)IT | — | Erstveröffentlichung: 25. März 2014 Verkäufe: + 50.000     |                                                                                      |
| 2015 | SignorHunt Sony Music                          | IT2 Gold · (27 Wo.)IT | CH84 (2 Wo.)CH | Erstveröffentlichung: 23. Oktober 2015 Verkäufe: + 25.000  |                                                                                      |
| 2016 | SignorHunt – Wake Up Edition Sony Music[IT: ↑] | IT2 Gold · (27 Wo.)IT | — | Erstveröffentlichung: 4. März 2016                         |                                                                                      |
| 2019 | Libertà RCA Records / Sony Music               | IT1 ×2Doppelplatin · (101 Wo.)IT | CH88 (1 Wo.)CH | Erstveröffentlichung: 30. August 2019 Verkäufe: + 100.000  |                                                                                      |
| 2021 | Rivoluzione Epic Records / Sony Music          | IT1 ×2Doppelplatin · (98 Wo.)IT | CH70 (1 Wo.)CH | Erstveröffentlichung: 5. November 2021 Verkäufe: + 100.000 |                                                                                      |
| 2025 | Ragazzo di Giù Epic Records / Sony Music       | IT2 (6 Wo.)IT | — | Erstveröffentlichung: 25. April 2025                       |                                                                                      |

### Singles
| Jahr | Titel Album                                              | Höchstplatzierung, Gesamtwochen, AuszeichnungChartplatzierungen (Jahr, Titel, Album, Platzierungen, Wochen, Auszeichnungen, Anmerkungen) | Höchstplatzierung, Gesamtwochen, AuszeichnungChartplatzierungen (Jahr, Titel, Album, Platzierungen, Wochen, Auszeichnungen, Anmerkungen) | Anmerkungen                                                                                    |
| Jahr | Titel Album                                              | IT | CH | Anmerkungen                                                                                    |
| --- | -------------------------------------------------------- | --- | --- | ---------------------------------------------------------------------------------------------- |
| 2014 | Nu juorno buono ’A verità                                | IT5 Platin · (36 Wo.)IT | — | Erstveröffentlichung: 17. Februar 2014 Verkäufe: + 50.000                                      |
| 2014 | Vieni con me ’A verità                                   | IT56 Gold · (12 Wo.)IT | — | Erstveröffentlichung: 16. Mai 2014 Verkäufe: + 25.000                                          |
| 2015 | Vene e vvà SignorHunt                                    | IT63 (10 Wo.)IT | — | Erstveröffentlichung: 4. September 2015                                                        |
| 2015 | Se mi chiami SignorHunt                                  | IT70 Platin · (8 Wo.)IT | — | Erstveröffentlichung: 20. November 2015 feat. Neffa Verkäufe: + 50.000                         |
| 2016 | Wake Up SignorHunt – Wake Up Edition                     | IT11 (7 Wo.)IT | — | Erstveröffentlichung: 10. Februar 2016                                                         |
| 2019 | Ngopp‘ a luna Libertà                                    | IT44 Gold · (2 Wo.)IT | — | Erstveröffentlichung: 22. Januar 2019 feat. Nicola Siciliano Verkäufe: + 25.000                |
| 2019 | Cuore rotto Libertà                                      | IT97 (1 Wo.)IT | — | Erstveröffentlichung: 18. April 2019 feat. Gemitaiz                                            |
| 2019 | Ti volevo dedicare Libertà                               | IT2 ×5Fünffachplatin · (68 Wo.)IT | — | Erstveröffentlichung: 20. September 2019 feat. J-Ax & Boomdabash Verkäufe: + 350.000           |
| 2019 | Se tornerai Libertà                                      | IT64 Gold · (1 Wo.)IT | — | Erstveröffentlichung: 13. Dezember 2019 feat. Neffa Verkäufe: + 35.000                         |
| 2020 | Stu core t’apparten Libertà                              | IT4 Platin · (15 Wo.)IT | — | Erstveröffentlichung: 14. Januar 2020 Verkäufe: + 70.000                                       |
| 2020 | Sultant’ a mia Rivoluzione                               | IT41 (3 Wo.)IT | — | Erstveröffentlichung: 3. Juni 2020                                                             |
| 2020 | A un passo dalla luna / A un paso de la luna Rivoluzione | IT1 ×6Sechsfachplatin · (67 Wo.)IT | CH31 (17 Wo.)CH | Erstveröffentlichung: 3. Juli 2020 Verkäufe: + 660.000; mit Ana Mena                           |
| 2021 | Che me chiamme a fa? Rivoluzione                         | IT8 Gold · (4 Wo.)IT | — | Erstveröffentlichung: 19. Februar 2021 Verkäufe: + 35.000; feat. Geolier                       |
| 2021 | Un bacio all’improvviso Rivoluzione                      | IT4 ×4Vierfachplatin · (28 Wo.)IT | — | Erstveröffentlichung: 4. Juni 2021 Verkäufe: + 440.000; mit Ana Mena                           |
| 2021 | Fantastica Rivoluzione                                   | IT48 Gold · (10 Wo.)IT | — | Erstveröffentlichung: 24. September 2021 Verkäufe: + 35.000; mit Boomdabash                    |
| 2022 | Caramello Rivoluzione                                    | IT3 ×4Vierfachplatin · (42 Wo.)IT | — | Erstveröffentlichung: 17. Juni 2022 Verkäufe: + 400.000; mit Elettra Lamborghini & Lola Índigo |
| 2022 | A’ vita senz’ e te (Me fa paura) Rivoluzione             | IT67 Gold · (3 Wo.)IT | — | Erstveröffentlichung: 4. November 2022 Verkäufe: + 50.000                                      |
| 2023 | Non litighiamo più –                                     | IT11 ×3Dreifachplatin · (35 Wo.)IT | — | Erstveröffentlichung: 31. März 2023 Verkäufe: + 300.000                                        |
| 2024 | Musica italiana –                                        | IT77 Gold · (10 Wo.)IT | — | Erstveröffentlichung: 5. April 2024 Verkäufe: + 50.000                                         |
| 2025 | Mille vote ancora Ragazzo di Giù                         | IT24 (11 Wo.)IT | — | Erstveröffentlichung: 12. Februar 2025 Beitrag zum Sanremo-Festival 2025                       |
| 2025 | Oh Ma Ragazzo di Giù                                     | IT28 (… Wo.)IT | — | Erstveröffentlichung: 20. Juni 2025 feat. Noemi                                                |
| Folgende Lieder erschienen nicht als Single, wurden aber durch das Album zum Download und Streaming bereitgestellt und konnten somit eine Platzierung erlangen: |                                                          | | |                                                                                                |
| |                                                          | | |                                                                                                |
| 2014 | The Show ’A verità                                       | IT57 (1 Wo.)IT | — |                                                                                                |
| 2014 | Tutto resta ’A verità                                    | IT94 (1 Wo.)IT | — |                                                                                                |
| 2019 | Nisciun’ Libertà                                         | IT24 Platin · (10 Wo.)IT | — | Verkäufe: + 70.000; feat. Geolier                                                              |
| 2019 | Buonanotte amò Libertà                                   | IT53 Gold · (6 Wo.)IT | — | Verkäufe: + 35.000; feat. Geolier                                                              |
| 2019 | Mai più Libertà                                          | IT77 (1 Wo.)IT | — | feat. Achille Lauro                                                                            |
| 2021 | Fa’ o’ brav’ Rivoluzione                                 | IT59 (1 Wo.)IT | — | feat. Emis Killa, Yung Snapp, MV Killa & Lele Blade                                            |
| 2025 | Cchiù bene ’e me Ragazzo di Giù                          | IT98 (1 Wo.)IT | — | feat. Irama                                                                                    |

Weitere Singles
- 2013: Io posso
- 2013: Fammi vivere
- 2013: L’ammore overo
- 2014: Ho scelto me
- 2016: Stella cadente (IT: Gold)[9]
- 2019: Benvenuti in Italy (IT: Gold)[9]

### Gastbeiträge
| Jahr | Titel Album                         | Höchstplatzierung, Gesamtwochen, AuszeichnungChartsChartplatzierungen (Jahr, Titel, Album, Platzierungen, Wochen, Auszeichnungen, Anmerkungen) | Anmerkungen                                                                                |
| Jahr | Titel Album                         | IT | Anmerkungen                                                                                |
| --- | ----------------------------------- | --- | ------------------------------------------------------------------------------------------ |
| 2018 | Ammò Pour l’amour                   | IT59 (1 Wo.)IT | Erstveröffentlichung: 8. Juni 2018 Achille Lauro & Boss Doms feat. Clementino & Rocco Hunt |
| Folgende Lieder erschienen nicht als Single, wurden aber durch das Album zum Download und Streaming bereitgestellt und konnten somit eine Platzierung erlangen: |                                     | |                                                                                            |
| |                                     | |                                                                                            |
| 2024 | Serenata Gangster L’angelo del male | IT75 (1 Wo.)IT | Baby Gang feat. Higashi & Rocco Hunt                                                       |
| 2024 | Peyote Protomaranza                 | IT58 Gold · (15 Wo.)IT | Verkäufe: + 50.000; Articolo 31 feat. Fabri Fibra & Rocco Hunt                             |

## Belege
1. ↑  Stefania Angelini: Rivoluzione Rocco Hunt: per la prima volta sul palco dell’Ariston trionfa il rap. In: Gazzetta.it. RCS MediaGroup, 22. Februar 2014, abgerufen am 2. Februar 2016 (italienisch).
2. ↑  Rocco Hunt: il nuovo singolo è “Ho scelto me” da “’A verità 2.0”. Radio Italia, 15. Oktober 2014, abgerufen am 2. Februar 2016.
3. ↑  Rocco Hunt scrittore: a dicembre esce il libro Il sole tra i palazzi. Radio Italia, 6. November 2014, abgerufen am 15. November 2023 (italienisch).
4. ↑  Rocco Hunt cita Bob Marley nel singolo ‘Vene e vvà’, che anticipa il nuovo album in uscita ad ottobre (con Neffa, Clementino ed Enzo Avitabile). In: Rockol.it. 4. September 2015, abgerufen am 15. November 2023.
5. ↑  Rocco Hunt svela la copertina di “SignorHunt”. Radio Italia, 7. Oktober 2015, abgerufen am 2. Februar 2016.
6. ↑  Festival di Sanremo 2016, Carlo Conti da Massimo Giletti svela i venti Big in gara. In: Repubblica.it. Gruppo Editoriale L’Espresso, 13. Dezember 2015, abgerufen am 15. November 2023.
7. ↑  Giulia Ciavarelli: Rocco Hunt: «”Benvenuti in Italy" è l’inno che guiderà gli azzurrini agli Europei». In: Sorrisi.com. 21. Mai 2019, abgerufen am 3. August 2019 (italienisch).
8. ↑  Chartquellen (Alben):
  - Alben von Rocco Hunt. In: Italiancharts.com. Hung Medien, abgerufen am 23. März 2016.
  - Alben von Rocco Hunt. In: Hitparade.ch. Hung Medien, abgerufen am 23. März 2016.
9. 1 2 3 4 5 6 7 8 9 10 11 12 13 14 15 16 17 18 19 20 21 22 23 24  Rocco Hunt, certificazioni. FIMI, abgerufen am 27. August 2024 (italienisch).
10. ↑  Chartquellen (Singles):
  - Archivio Classifiche Top Digital. FIMI, abgerufen am 27. August 2024 (italienisch).
  - Singles von Rocco Hunt. In: Hitparade.ch. Hung Medien, abgerufen am 21. August 2024 (CH).
11. ↑  6× Platin (240.000 Verkäufe) für A un paso de la luna in Spanien
12. ↑  Platin (40.000 Verkäufe) für Un bacio all’improvviso in Spanien
13. ↑  Archivio Classifiche Top Digital. FIMI, abgerufen am 21. August 2024 (italienisch).

| Personendaten    | Personendaten                                            |
| ---------------- | -------------------------------------------------------- |
| NAME             | Hunt, Rocco                                              |
| ALTERNATIVNAMEN  | Pagliarulo, Rocco (wirklicher Name); Hunt MC (Pseudonym) |
| KURZBESCHREIBUNG | italienischer Rapper                                     |
| GEBURTSDATUM     | 21. November 1994                                        |
| GEBURTSORT       | Salerno                                                  |